# Naos (estrella)
Naos (Zeta de la Popa / ζ Puppis) és un estel de magnitud aparent +2,21, el més brillant de la constel·lació de la Popa, i el 66è del cel nocturn. El seu nom prové del grec ναύς, que significa «vaixell». Un altre nom pel qual és coneguda aquest estel és Suhail Hadar (سهيل هدار), d'origen àrab.

## Característiques físiques
Naos és una supergegant blava de tipus espectral O5Ia —també catalogada com O4I— excepcionalment calenta amb una temperatura superficial de 42.000 K. És un estel molt massiu la massa del qual és 22,5 vegades major que la del Sol —xifra que pot augmentar fins a 40 masses solars segons altres fonts. És un dels estels més lluminosos de la Via Làctia; considerant que la major part de la radiació emesa s'hi troba en el rang de l'ultraviolat, és 550.000 vegades més lluminosa que el Sol. El seu ràdi és 14 vegades més gran que el radi solar.

## Evolució
Encara que anteriorment hom considerava que Naos estava situada a 1.400 anys llum del sistema solar, recents estudis revisen aquesta distància a 900 anys llum. L'anàlisi retrospectiva de la trajectòria de Naos mostra que va ser expulsada del cúmul estel·lar Trumpler 10 fa uns 2,5 milions d'anys. Actualment s'hi troba visualment a 8,5º d'ell mateix, equivalent a una separació real de ~ 400 anys llum.
La seva temperatura efectiva i gravetat superficial indiquen que Naos està fora de la denominada «edat zero de la seqüència principal» (ZAMS). Com altres estels de les seves característiques, des de la seva superfície bufa un fort vent estel·lar de 2.300 km/s, cosa que fa que Naos perda l'equivalent a una milionèsima de la massa solar cada any. Aquesta pèrdua de massa estel·lar és 10 milions de vegades superior a la qual experimenta el Sol per mitjà del vent solar. L'estat evolutiu i el vent solar han alterat la composició química superficial de Naos; el seu contingut d'heli és doble que el normal i probablement també estigui enriquida en nitrogen. Gira sobre si mateixa a gran velocitat, sent la seva velocitat de rotació de 220 km/s, 100 vegades major que la del Sol. Un estel d'aquestes característiques, amb una massa compresa entre 22 i 40 masses solars, acabarà la seva vida esclatant com una espectacular supernova, deixant com a romanent un estel de neutrons, un púlsar o un forat negre.